# Helplessness Blues
Helplessness Blues es el segundo álbum de estudio de la banda Fleet Foxes, publicado el 3 de mayo de 2011, por el sello discográfico Sub Pop y Bella Union.
Recibió aclamación universal por parte de críticos y la audiencia, siendo nominado a Mejor Álbum de Folk en los Premios Grammy del año 2012.  El Álbum alcanzó el puesto número 4 en la lista Billboard 200, la posición más alta de la banda en esa lista hasta la fecha. Para promocionar el álbum, Fleet Foxes se embarcó en la gira mundial Helplessness Blues Tour.
Helplessness Blues es el primer álbum de estudio de la banda en el que participa el bajista Christian Wargo y el multiinstrumentista Morgan Henderson. También es el único álbum de Fleet Foxes en el que aparece el baterista y vocalista de apoyo Josh Tillman, quien dejó la banda en 2012 para seguir su carrera en solitario bajo el nombre de Father John Misty.

## Lista de canciones
Todas las canciones escritas y compuestas por Robin Pecknold. 
| N.º | Título                       | Duración |  |
| 1.  | «Montezuma»                  | 3:37     |  |
| 2.  | «Bedouin Dress»              | 4:30     |  |
| 3.  | «Sim Sala Bim»               | 3:14     |  |
| 4.  | «Battery Kinzie»             | 2:49     |  |
| 5.  | «The Plains / Bitter Dancer» | 5:54     |  |
| 6.  | «Helplessness Blues»         | 5:03     |  |
| 7.  | «The Cascades»               | 2:08     |  |
| 8.  | «Lorelai»                    | 4:25     |  |
| 9.  | «Someone You'd Admire»       | 2:29     |  |
| 10. | «The Shrine / An Argument»   | 8:07     |  |
| 11. | «Blue Spotted Tail»          | 3:05     |  |
| 12. | «Grown Ocean»                | 4:36     |  |

1. ↑  «Helplessness Blues». Fleet Foxes. Sub Pop. 2011. SP 888.
2. ↑  «Nominees And Winners». The Recording Academy. 6 de diciembre de 2011. Archivado desde el original el 1 de febrero de 2012.

- Datos: Q1294742